# Virgílio Pereyra (Radsportler)
Virgílio Pereyra (* 30. Mai 1928 in Canelones) ist ein ehemaliger uruguayischer Radrennfahrer.

## Sportliche Laufbahn
Pereyra war Teilnehmer der Olympischen Sommerspiele 1952 in Helsinki. Im olympischen Straßenrennen wurde er beim Sieg von André Noyelle als 33. klassiert. Die uruguayische Mannschaft kam mit Luis Ángel de los Santos, Virgílio Pereyra, Hugo Machado und Julio Sobrera in der Mannschaftswertung auf den 13. Rang.
1949 wurde er Dritter der Uruguay-Rundfahrt hinter dem Sieger Luis Alberto Rodriguez und gewann drei Etappen der Rundfahrt. 1950 gewann er die Uruguay-Rundfahrt und war erneut auf drei Tagesabschnitten erfolgreich. 1951 folgten zwei Etappensiege und 1952 drei Etappensiege in der heimischen Rundfahrt. 1958 war er einmal in dem Etappenrennen erfolgreich.